# Nils Fredrik Norman
Nils Fredrik Norman, född 1812, död 1884, var en svensk handlande, riksdagsledamot och politiker.

## Biografi
Nils Fredrik Norman föddes 1812. Han arbetade som handlande i Umeå. Norman avled 1884.
Norman var riksdagsledamot för borgarståndet i Umeå vid riksdagen 1853–1854.